# Huang Liang
Huang Liang, Chinees: 黄亮, (20 maart 1954, China - 23 december 1999, China) was een Chinees professioneel tafeltennisser. Huang was zijn achternaam.
Hij won vijf medailles op de wereldkampioenschappen tafeltennis tussen 1977 en 1981.

## Belangrijkste resultaten
- WK
  -  Goud met het team in 1977 in Birmingham.
  -  Zilver in het mannen dubbelspel in 1977 in Birmingham met Lu Yuansheng.
  -  Zilver met het team in 1979 in Pyongyang.
  -  Brons in het mannen enkelspel in 1977 in Birmingham.
  -  Brons in het gemengd dubbelspel in 1981 in Novi Sad met Pu Qijuan.